# Marvel Comics
A Marvel Comics amerikai képregénykiadó, mely a Marvel Entertainment tulajdona. Ez utóbbi a Walt Disney tulajdonát képezi. A kiadó legismertebb kiadványai közé tartoznak a Fantastic Four (A Fantasztikus Négyes), a The Amazing Spider-Man (A csodálatos Pókember), a The Incredible Hulk (A Hihetetlen Hulk), az Iron Man (Vasember), a Daredevil (Fenegyerek), a Thor, a Captain America (Amerika Kapitány) és a The Uncanny X-Men. A kiadó által teremtett karakterek az úgynevezett Marvel Univerzum lakói.
Az 1960-as évektől a cég egyike az Egyesült Államok két legnagyobb képregénykiadó vállalatának a DC Comics mellett.
Székhelye New Yorkban található.

## Története

### Timely Comics
A Marvel Comicsot a ponyvaregények kiadásával foglalkozó Martin Goodman alapította 1939-ben. Első kiadványuk a Marvel Comics volt (1939. október), melyben másodszor lépett színre Bill Everett mutáns antihőse, Namor herceg, a Torpedó, és első alkalommal Carl Burgos android szuperhőse, a Fáklya. A kiadvány azonnal kasszasikernek bizonyult.
A cég első szerkesztője, az író-rajzoló Joe Simon társult a mára már legendaként emlegetett Jack Kirbyvel, hogy megalkossák az egyik első hazafias karakterű szuperhőst, Amerika Kapitányt, aki a Captain America Comics első számában lépett színre 1941 márciusában. A kiadvány elsöprő sikert aratott. Mai napig tartja az eladási példányszámrekordot egy millió eladott példánnyal. Ennek oka valószínűleg az lehet, hogy a borítón Amerika Kapitány állcsúcson vágja Hitlert.
Bár a Timely által alkotott karakterek közül egyik sem közelítette meg a „nagy hármas” (a Fáklya, Namor és Amerika Kapitány) sikerét, többen ma is feltűnnek visszatekintések formájában a modern kiadványok lapjain. Így például a Whizzer, Miss Amerika, a Pusztító, az eredeti Vízió, és Paul Gustavson Angyala.

### Atlas Comics

Atlas Comics.

A háború után a képregények eladási mutatói zuhanni kezdtek és az emberfeletti erővel bíró hősök kora leáldozni látszott. Mint más képregény-kiadók akkoriban, a Timely is – az ötvenes években Atlas Comics néven – követte az akkori trendet, és kiterjesztette kiadványait a mókás állatfigurákra, a western, a horror, a háborús, a krimi, a humor, a romantikus és kémtörténetekre, valamint a középkori kalandokra, változó sikerrel. Az 1953 és 1954 közötti kísérlet, hogy visszahozzák a Fáklyát, Namort és Amerika Kapitányt, kudarcba fulladt.
1952 és 1956 között Goodman maga juttatta el kiadványait az Atlason keresztül az újságos standokhoz, majd az American New Companyt szolgáltatásait vette igénybe, mely akkoriban a legnagyobb terjesztőnek számított és szinte teljes monopóliumot élvezett.
Az utolsó képregény, melyen az Atlas logó volt látható a Dippy Duck első száma volt, a társaság egyetlen kiadványa mely 1957 októberében jelent meg. Az első képregény melyen a „Marvel Comics” emblémája szerepelt, a tudományos-fantasztikus antológia, az Amazing Adventures harmadik száma volt. Ezen már az „MC” logóval jelent meg.
Goodman új irányvonalat jelölt ki, mely követte az akkoriban egyre népszerűbb sci-fi filmek trendjét és újabb kiadványokat indított útjukra: Strange Worlds #1, World of Fantasy #15, Strange Tales #67, Journey into Mystery #50, Tales of Suspense #1, Tales of Astonish #1. Az űr-fantasy történetek nem váltották be a hozzájuk fűzött reményeket és 1959 végére az ezen kiadványok legtöbbje (a Strange Worlds és a World of Fantasy megszűnt) B-kategóriás film-szörnyeknek adtak otthont. A Jack Kirby által megrajzolt történetek, Don Heck börtönből és dzsungelekből való menekülései és különös történetei, valamint Paul Reinman és Joe Sinnott rajzai és meséi, a Stan Lee és Steve Ditko alkotó-párosának meglepő fordulattal végződő elbeszélései váltak jellemzővé.
A Marvel eközben kiterjesztette a kínálatát a lányokat célzó, humoros kiadványokra is, mint a Kathy (1959. október), és a tiszavirág életű Linda Carter, Student Nurse (1961. szeptember).

### Az 1960-as évek
Miután a DC Comics az 1950-es évek végén és 1960-as évek elején sikeresen keltett új életre régi szuperhősöket, részben az Igazságliga megteremtésével, a Marvel sem maradhatott le.
A szerkesztő és író Stan Lee és a szabadúszó rajzoló Jack Kirby megalkotta a Fantasztikus Négyest, mely halványan ugyan, de emlékeztetett a Kirby által a DC-nek 1957-ben létrehozott Challengers of the Unknown sorozatához és karaktereihez. Az új irányvonal, a „szuperhősök a valódi világban” sikeresnek bizonyult. A Marvel egyre több szuperhőst, anti-hőst és kiadványt mutatott be a nagyközönségnek, így született meg a Hulk, Pókember, Thor, a Hangya, Vasember, az X-Men, a Fenegyerek és olyan szuperbűnözők mint Fátum Doktor, Magneto, Galactus, a Zöld Manó és dr. Octopus. A legsikeresebb új sorozat az Amazing Spider-Man lett, melyet Lee és Ditko közösen alkotott. A Marvel még attól sem riadt vissza, hogy kigúnyolja saját és más cégek által alkotott szuperhősöket és történeteket a Not Brand Echh című képregényében.
A Marvel képregényeire jellemzővé vált, hogy nagy hangsúlyt fektettek a karakterek személyiségére. Ez a korábbi szuperhős-képregényekre kevésbé volt jellemző. A Pókember maszkja mögött a fiatal hőst önvád és más „evilági” probléma gyötörte, csakúgy mint bármelyik más kamaszt az ő korában. A tökéletes és makulátlan szuperhősök helyét egyre inkább átvették az emberibb karakterek. Némelyik hős inkább emlékeztetett bűnözőre vagy szörnyre. Idővel, ez a szokatlan megközelítés forradalmasította a képregény-iparágat.
Lee az egyik legismertebb és legelismertebb névvé vált a szakmában. Lee egyre elfoglaltabb lett és még „nyers” ötleteit és történeteit, vagy csak egy-egy gondolatát a rajzolók azonnal papírra is vetették. Ez alapján alakult ki az úgynevezett Marvel módszer. Kirbynek köszönhető részben és egészben számos olyan karakter mint a Fantasztikus Négyes tagjai, Thor, Uatu, a Szemlélő, az Ezüst Utazó, Ego, az élő bolygó, míg Steve Ditko művészi munkáját dicséri a Pókember naturális utcai hangulata, vagy a Doktor Strange szürreális légköre.
1968-ban Marvel Comics alapítója, Martin Goodman eladta a vállalatot és más kiadással foglalkozó vállalkozásait a Perfect Film and Chemical Corporation-nak. Ezeket a vállalkozásokat egyesítve egyetlen leányvállalatban, a Magazine Management Co.-ban Goodman továbbra is megmaradt mint kiadó.